# Bouquemont
Bouquemont é uma comuna francesa na região administrativa de Grande Leste, no departamento de Meuse. Estende-se por uma área de 7,49 km². Em 2010 a comuna tinha 108 habitantes (densidade: 14,4 hab./km²).